# NGC 2353
NGC 2353 ist ein offener Sternhaufen des Typs II2p in dem Sternbild Einhorn an dem Südsternhimmel.
Dieser Sternhaufen hat den scheinbaren Durchmesser 20 Bogenminuten und die scheinbare Helligkeit +7,10 mag. Etwa 200 Sterne dieses Sternhaufens sind bekannt. Ihre Gesamtmasse wird auf 300 bis 400 Sonnenmassen geschätzt.
William Herschel hat an dem 10. Januar 1785 diesen Sternhaufen entdeckt.